# ذئب إيطالي
الذئب الإيطالي (الإسم العلمي: Canis lupus italicus) هو نويع من الذئب الرمادي يستوطن شبه الجزيرة الإيطالية أو إيطاليا حاليًا وجبال الألب الغربية ويمتد انتشاره في الشمال والشرق، اعتبارًا من عام 2019، وصل تعداد الذئاب الإيطالية إلى ما بين 1500 إلى 2000 ذئب، وعلى الرغم من عدم التعرف عليه عالميًا كنوع مميز، فإنه يمتلك نوعًا فريدًا من الحمض النووي الريبوزي ومورفولوجيا وجمجمة مميزة الشكل.